# Mwika Kusini
Mwika Kusini (übersetzt Mwika Süd) ist ein Verwaltungsbezirk (Ward) des Distrikts Moshi in der tansanischen Region Kilimandscharo.

## Geografie
Mwika Kusini liegt im Nordosten von Tansania etwa 25 Kilometer Luftlinie östlich der Regionshauptstadt Moshi am südöstlichen Abhang des Kilimandscharo. Die Grenze im Norden bildet die Nationalstraße T21, die im Süden die Nationalstraße T15.
Der Bezirk grenzt im Norden an Mwika Kaskazini, im Osten an Mahida und Holili des Distrikts Rombo, im Süden an Makuyuni und im Westen an Marangu Mashariki und Mamba Kusini. Bei der Volkszählung 2022 lebten 19.509 Menschen in 5525 Haushalten auf einer Fläche von 55,9 Quadratkilometern.

## Gliederung
Der Bezirk besteht aus fünf Gemeinden (Mtaa) mit 21 Orten (Kitongoji):
| Mkolowony - Barazani - Wazazi - Ushirika - Zahati - Mkolowony Kusini | Lekura - Lateni - Kati - Kanisani - Madukani - Kyerikouri | Kiria - Mseroe - Kiria Kati - Rauya - Shokony | Kimbogho - Komkendi - Kitowo - Msengoni - King`aroni | Kimangara - Mtomtom - Kowaro - Mkerongoni |

## Wirtschaft und Infrastruktur
- Bildung: Im Bezirk gibt es drei weiterführende Schulen.[9] Die Mangi-Mareale Secondary School[10] und die Matala Secondary School[11] sind zwei staatliche Schulen, die Mädchen und Burschen bis zur 4. Stufe ausbilden. Die gleiche Ausbildung bietet auch die lutherisch-evangelische Vunjo Secondary School an.[12]
- Gesundheit: In der Gemeinde Mkolowony liegt eine öffentliche Apotheke,[13] in Kiruweni eine private.[14]